# Hadar (Syria)
Hadar (arab. حضر) – miasto w Syrii, w muhafazie Al-Kunajtira. W 2004 roku liczyło 4819 mieszkańców.
Miasto jest kontrolowane przez Izrael od 2024 roku.

## Historia
Obecność Druzów wokół góry Hermon jest udokumentowana od momentu powstania religii druzyjskiej na początku XI wieku.
W latach 1895-1896, podczas konfliktu między Druzami z Hauranu a rządem osmańskim i jego lokalnymi sojusznikami, Hader i pobliska Hina zostały zaatakowane przez Czerkiesów i sprzymierzonych z Osmanami beduińskich bojowników ze Wzgórz Golan. Nastąpiło to po ataku Druzów, który zniszczył 12 wiosek na Równinie Haurańskiej w pobliżu al-Shaykh Maskin. Po ataku na Hader, druzyjscy bojownicy z Madżdal Szams odpowiedzieli atakiem na zamieszkaną przez Czerkiesów wioskę Mansura, co z kolei doprowadziło do najazdów Osmanów i Czerkiesów na druzyjskie wioski na Wzgórzach Golan.
Miasto jest kontrolowane przez Izrael od 2024 roku.
W maju 2025 roku Siły Obronne Izraela utworzyły w Haderze wysunięty ośrodek medyczny, w którym leczono ponad 500 syryjskich cywilów z okolicznych terenów.